# Karol Stefan Frycz
Karol Stefan Frycz (ur. 31 października 1910 w Kielcach, zm. 27 maja 1942 w KL Auschwitz) – polski prawnik, działacz narodowy.

## Życiorys
Był synem Stanisława (sędzia Sądu Najwyższego) i Jadwigi. W rodzinnym mieście chodził do szkoły powszechnej. Po przeprowadzce do Łodzi, w 1928 ukończył Państwowe Gimnazjum im. Mikołaja Kopernika w Łodzi. Absolwent prawa na UW (1933), gdzie w 1939 uzyskał doktorat (Parcelacja w okresie 1864–1914 w powiecie jędrzejowskim u prof. Tadeusza Brzeskiego).
Należał do Młodzieży Wszechpolskiej. Był zatrudniony w sekretariacie tygodnika „Myśl Narodowa”, gdzie również publikował (rubryka: „Na widowni”). Pisywał też do „Prosto z Mostu”, „Gazety Warszawskiej”, „Pro Christo”. W 1939 publikował w piśmie założonym przez Wojciecha Wasiutyńskiego – „Wielka Polska”.
Po wybuchu wojny przybył do Warszawy, gdzie przebywał jego ciężko chory ojciec (zmarł 24 października 1940). We wrześniu 1940 Karola Frycza aresztowało Gestapo i 19 września trafił do niemieckiego obozu koncentracyjnego Auschwitz-Birkenau. Dzięki staraniom żony Felicji został z obozu zwolniony 29 listopada 1940. Po kolejnym aresztowaniu 19 kwietnia 1942, ponownie trafił do Auschwitz, gdzie został rozstrzelany 27 maja 1942.
W czasie wojny był zaangażowany w działalność Rady Głównej Opiekuńczej.

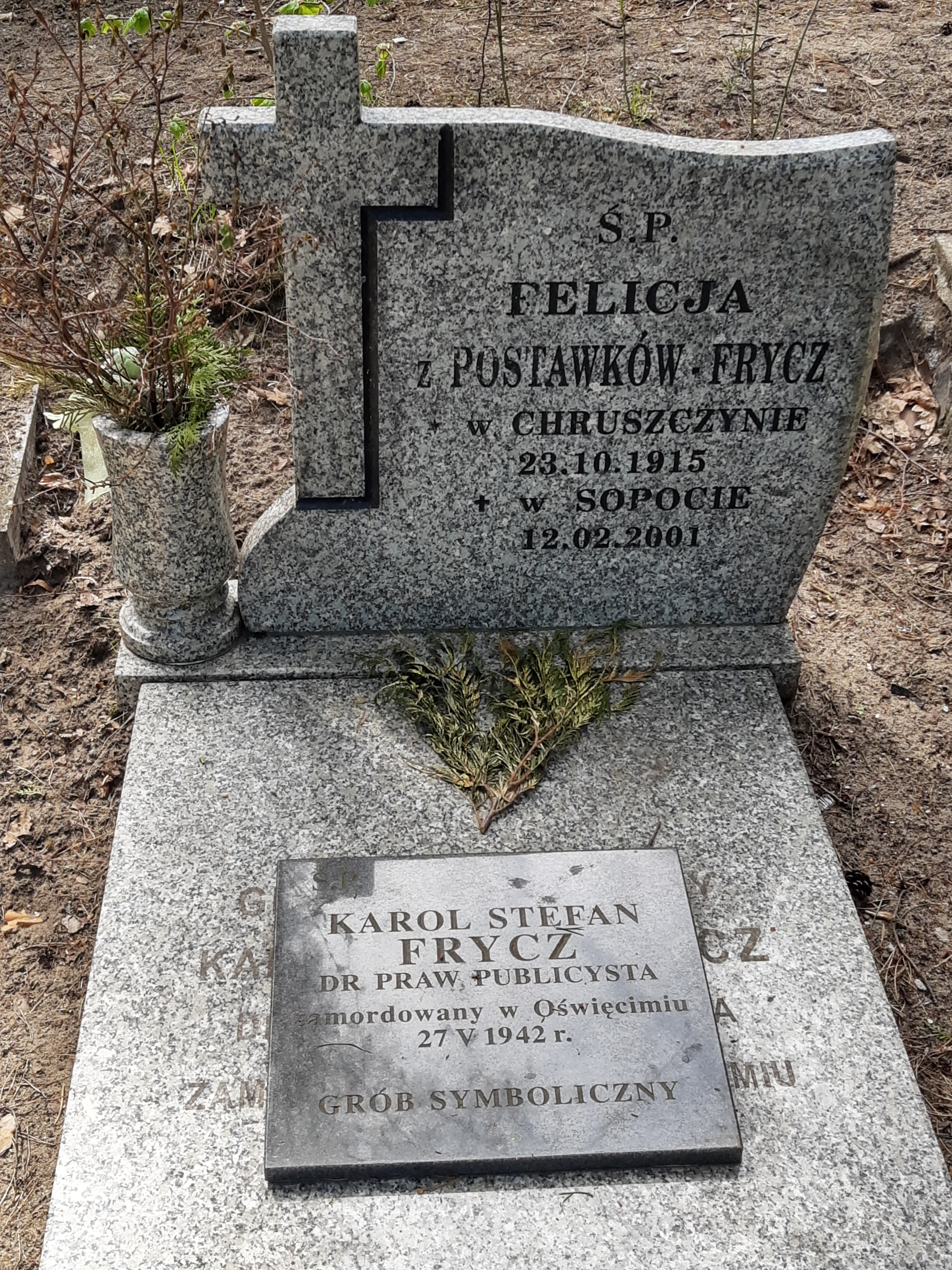
Grób symboliczny Karola Stefana Frycza

Jego grób symboliczny znajduje się na cmentarzu katolickim w Sopocie (kwatera F2-25-3).

## Poglądy
Przekonania polityczne Frycza odznaczały się oryginalnością na tle myśli politycznej endecji. Był zwolennikiem monarchii. W historii Polski chętniej odwoływał się do epoki jagiellońskiej, niż piastowskiej. W geopolityce wyrażał przekonanie, że należy utrzymywać bliskie relacje z Węgrami. Uważał, że istnieje naród ukraiński i stał na stanowisku, że powinna istnieć niepodległa Ukraina.